# میشیگان سیتی (میسیسیپی)
میشیگان سیتی (به انگلیسی: Michigan City) یک منطقهٔ مسکونی در ایالات متحده آمریکا است که در شهرستان بنتون، میسیسیپی واقع شده‌است.